# Lucien André Lauener
Lucien André (Andrew) Lauener ( 1918 - 1991) fue un botánico, y profesor inglés.

## Algunas publicaciones

### Libros
- lucien andré Lauener 1996. The introduction of Chinese plants into Europe. Edición ilustrada de SPB Academic Pub. 269 pp.

- -------------------------. 1972. A note on Sonerila. Con D. McKean. 436 pp.

- -------------------------. 1963. Aconitum of the Himalaya. 30 pp.

- -------------------------. 1961. Catalogue of the names published by Hector Léveillé. Volumen 16. Editor Her Majesty's stationery office. ISBN 0114922551

## Honores
Miembro de
- Sociedad linneana de Londres
- La abreviatura «Lauener» se emplea para indicar a Lucien André Lauener como autoridad en la descripción y clasificación científica de los vegetales.[1]